# 4811 Semashko
A 4811 Semashko (ideiglenes jelöléssel 1973 SO3) a Naprendszer kisbolygóövében található aszteroida. Ljudmilla Vasziljevna Zsuravljova fedezte fel 1973. szeptember 25-én.